# Dvojníci Adolfa Hitlera

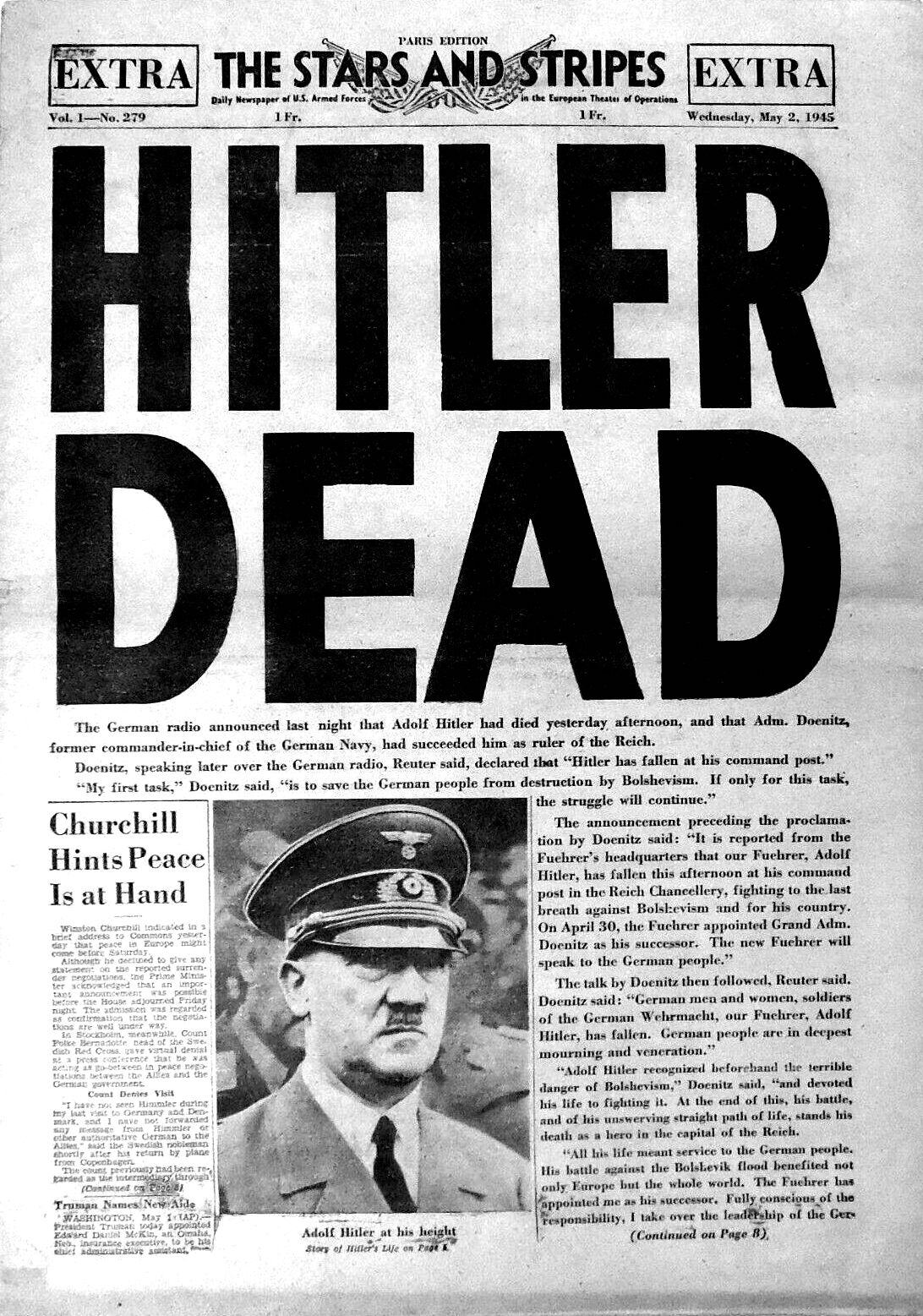
Adolf Hitler spáchal 30. dubna 1945 sebevraždu ve svém bunkru. Někteří konspirátoři však věří, že z obklíčeného Berlína uprchl.

Nacistický vůdce Adolf Hitler možná používal dvojníky jako politické volavky, ačkoli neexistují žádné důkazy, že by tak za svého života činil. Sovětský svaz různě tvrdil, že těla podobná Hitlerovi byla nalezena po bitvě o Berlín, během níž Hitler spáchal sebevraždu. Nejvýznamnějším důkazem jsou sovětské záběry těla identifikovaného jako Gustav Weler, nalezeného v zahradě říšského kancléřství. Weler údajně pracoval v říšském kancléřství, snad jako kuchař. Zastánci konspiračních teorií toto uváděli jako příklad údajného důkazu, že Hitler utekl z Německa.

## Argumenty pro
Kniha The Strange Death of Adolf Hitler (česky Podivná smrt Adolfa Hitlera) z roku 1939 tvrdí, že NSDAP použila čtyři osoby jako dvojníky Hitlera, včetně autora, který tvrdí, že skutečný diktátor zemřel v roce 1938. Kniha byla v roce svého vydání považována za frašku a nelze ji považovat ani za vzdáleně věrohodnou. V roce 1939 Newspaper Enterprise Association (NEA) sice připustila, že kniha nemá „prakticky žádný přímý důkaz autenticity,“ ale obhajovala ji tím, že na podporu Hitlerova používání dvojníků uvedla „údajnou“ smrt Julia Schrecka v roce 1936. NEA tvrdila, že Schreck byl do roku 1934 Hitlerovým šoférem, jel na zadním sedadle auta řízeného Hitlerem a schytal kulku od potenciálního atentátníka na Hitlera, který nečekal, že Hitler bude řídit. Ve skutečnosti Schreck zemřel v květnu 1936 poté, co onemocněl meningitidou.
Koncem dubna 1945 rozšířila stockholmská „Svobodná německá tisková služba“ fámu, že do Berlína byl povolán Hitlerův dvojník August Wilhelm Bartholdy, údajně bývalý prodavač potravin z Plavna, aby byl nafilmován, jak umírá na bojišti místo Hitlera. Německá emigrace uvedla: „Bude působit jako Hitlerův trumf, vytvoří kolem vůdcovy smrti legendu o hrdinovi, zatímco Hitler sám odejde do podzemí.“

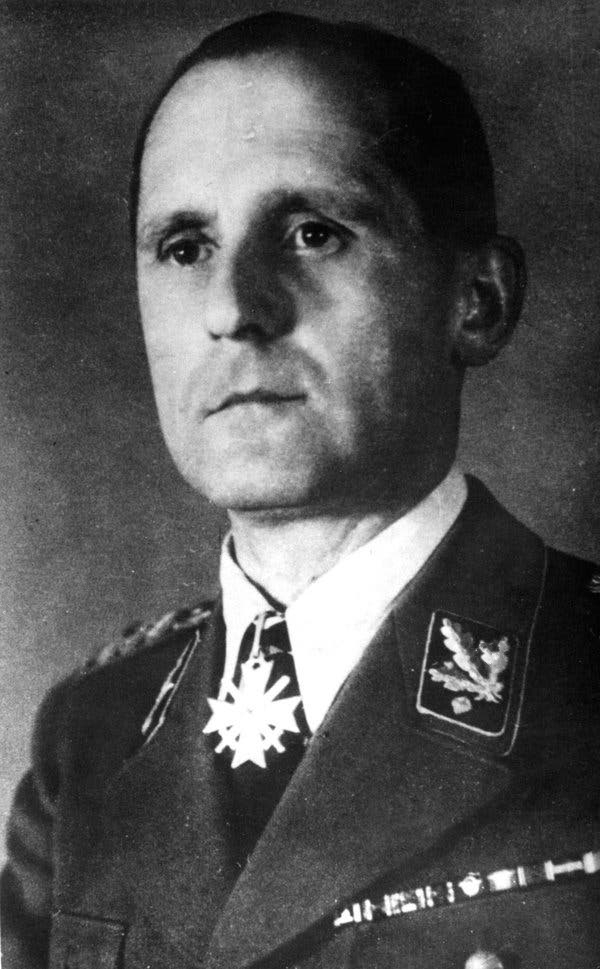
Šéf gestapa Heinrich Müller (od roku 1945 nezvěstný) údajně v roce 1948 sdělil USA, že k útěku Hitlera byl použit dvojník.

Dne 9. května 1945 přinesl deník The New York Times zprávu, že Sověti tvrdí, že tělo patří Hitlerovi. To zpochybnil anonymní sluha, který uvedl, že tělo patřilo kuchaři, který byl zabit kvůli své podobnosti s Hitlerem, a ten utekl. Dne 6. června 1945 United Press informoval, že v Berlíně byla nalezena čtyři těla podobná Hitlerovi, údajně spálená plamenomety Rudé armády. Jedno tělo bylo považováno s největší pravděpodobností za Hitlerovo. O několik dní později na příkaz sovětského vůdce Josifa Stalina předložil sovětský maršál Georgij Žukov oficiální verzi, že Hitler uprchl a prohlásil: „Nenašli jsme žádné tělo, které by mohlo být [jeho].“ V polovině roku 1945 sdělil sovětský major americkým zdrojům, že Hitler přežil, a o místě v zahradě říšského kancléřství, kde mělo být jeho tělo spáleno, prohlásil: „Není pravda, že tam byl nalezen Hitler! Naši odborníci zjistili, že muž, který zde byl nalezen, vůbec nevypadal jako Hitler. A nenašli jsme ani Evu Braunovou!“ Během sovětského zajetí byli esesácký komorník Heinz Linge, strážný Josef Henschel a Hitlerův pilot Hans Baur vyslýcháni, zda Hitler skutečně neunikl zanecháním dvojníka. V letech 1951 až 1972 vycházely v bulvárním listu National Police Gazette články, které tvrdily, že esesácký lékař Ludwig Stumpfegger vyměnil dvojníka za Hitlera, aby diktátorovi pomohl předstírat smrt.
V roce 1963 vedl autor Cornelius Ryan rozhovor s generálem B. S. Telpuchovským, sovětským historikem, který byl údajně přítomen následkům bitvy o Berlín. Telpuchovskij tvrdil, že 2. května 1945 bylo nalezeno ohořelé tělo, o němž se domníval, že patří Hitlerovi, zabalené v přikrývce. Tato údajná osoba byla zabita výstřelem do úst s výstupní ranou přes zátylek. Vedle těla bylo údajně nalezeno několik zubních můstků, protože, jak uvedl Telpuchovskij, „síla střely je vyrazila z úst.“ Ryan ve své knize The Last Battle (Poslední bitva) z roku 1966 popisuje toto tělo jako Hitlerovo a uvádí, že bylo pohřbeno pod tenkou vrstvou hlíny. Telpuchovski uvedl, že tam byli celkem tři Hitlerovi dvojníci.
Sovětský novinář Lev Bezymenski podrobně popsal dvojníka ve své knize The Death of Adolf Hitler (Smrt Adolfa Hitlera) z roku 1968. Cituje Ivana Klimenka, velitele jednotky SMERŠ Rudé armády, který uvádí, že v noci 3. května 1945 byl svědkem toho, jak viceadmirál Hans-Erich Voss zřejmě rozpoznal v suché nádrži plné dalších těl na zahradě říšského kancléřství mrtvolu, která byla Hitlerova. Ačkoli měl Klimenko jisté pochybnosti, protože mrtvola měla na sobě opravené ponožky, krátce spekuloval, že patří Hitlerovi. Dne 4. května sovětští důstojníci nařídili, aby byl dvojník těla nafilmován. Na záběrech je vidět dvojník se zjevným střelným zraněním na čele. Podle Klimenka byly později 4. května skutečné ostatky Adolfa Hitlera a Evy Braunové objeveny pohřbené v kráteru před kancléřstvím, zabalené do přikrývek a znovu pohřbené, následujícího dne pak byly znovu pohřbeny poté, co bylo vyvráceno, že dvojník je Hitler. V roce 1992 našla novinářka Ada Petrova v ruských státních archivech tyto záběry; dvojník byl identifikován jako Gustav Weler. Petrova a Peter Watson ve své knize z roku 1995 tvrdí, že Weler mohl pracovat v říšském kancléřství a příležitostně Hitlera zastupovat jako dvojník.

## Argumenty proti
Předsedající soudce procesu s Einsatzgruppen v Norimberku Michael Musmanno v roce 1948 napsal: „Neexistuje jediný důkaz, že by Hitler někdy měl dvojníka.“ Musmanno dále uvádí, že „několik desítek Hitlerových bezprostředních spolupracovníků, které jsem vyslechl, výslovně prohlásilo, že Hitler nikdy neměl dvojníka.“ Ve své knize o Hitlerově smrti z roku 1950 Musmanno napsal:
| „                                           | Domnívat se, jak to činí někteří sofistikovaně uvažující teoretici, včetně známého autora Emila Ludwiga, že možná zemřel a byl zpopelněn Hitlerův dvojník, je bez jakýchkoli důkazů asi tak racionální, jako tvrdit, že Hitlera odnesli andělé...je nepředstavitelné, že by Hitler se svým sebevědomím nadřazenosti nad jakoukoli jinou lidskou bytostí připustil existenci kohokoli, kdo by byl byť jen povrchně jeho umělým dvojníkem | “ |
| — Michael Musmanno, Ten Days to Die, s. 236 | |   |

Sovětská válečná tlumočnice Jelena Rževská (která střežila Hitlerovy zubní ostatky, dokud je nemohl identifikovat jeho zubní personál) přičítá zvěsti o dvojnících slibu sovětského generálplukovníka Nikolaje Berzarina, že objevitele Hitlerovy mrtvoly navrhne na vyznamenání Hrdina Sovětského svazu, což způsobilo, že bylo předloženo více potenciálních těl. Historik Peter Hoffmann, specialista na Hitlerovu ochranku, podobně pochybuje, že by někdy používal dvojníky.